# Gießen-Test
Der Gießen-Test (GT) ist ein psychologisches Testverfahren aus dem Bereich der Persönlichkeitstests. Autoren sind die Psychologen Dieter Beckmann, Elmar Brähler und Horst-Eberhard Richter, die an der Universität Gießen lehrten.

## Hintergrund
Die Entwicklung des Gießen-Tests begann bereits 1964. Die erste Version des Verfahrens wurde 1972 publiziert. Die letzte Auflage datiert aus dem Jahr 1991. 2012 erschien unter dem Namen „GT-II. Der Gießen-Test II“ eine überarbeitete Version, die sich vor allem durch die Aufnahme neuer Normwerte, einer Modernisierung des Layouts, vereinfachte Auswertungsmodilitäten sowie der Ergänzung neuer Studien im Manual auszeichnet.
Es handelt sich um ein sehr verbreitetes Verfahren der Persönlichkeitsdiagnostik. Den Gießen-Test gibt es in zahlreichen fremdsprachigen Versionen, z. B. in Englisch, Französisch, Russisch, Schwedisch, Tschechisch oder Japanisch. In die Entwicklung des Verfahrens flossen psychoanalytische, lerntheoretische, interaktionistische und sozialpsychologische Konzepte und Theorien ein. Der Gießen-Test unterscheidet sich damit von den Persönlichkeitstests der sogenannten Big Five.
Der Test kann bei Personen ab 18 Jahren und einem Intelligenzquotienten größer 80 eingesetzt werden. Mit diesem Verfahren kann sowohl das Selbst- und Idealbild der eigenen Person als auch das Fremdbild anderer Personen erfasst werden. Die Durchführung ist als Einzel- oder Gruppenuntersuchung möglich. Die Beantwortung der Fragen dauert ca. 10 bis 15 Minuten, die Auswertung etwa 5 bis 10 Minuten. Der Gießen-Test ist als Computerversion im Hogrefe TestSystem verfügbar.
Der Gießen-Test verfügt über ein breites Einsatzspektrum, etwa in der Psychotherapieforschung, der klinischen Psychologie, differentiellen Psychologie, Psychiatrie oder Psychosomatik. Er ermöglicht individuelle Vergleiche zwischen Selbst- und Fremdbild, Selbst- und Idealbild, Vergleiche zwischen verschiedenen Personen und die Veränderungsmessung der Persönlichkeitseigenschaften im Zeitverlauf. Der Gießen-Test kann auch zur Paardiagnostik herangezogen werden.

## Skalen
Die 40 Fragen des Gießen-Tests sind den folgenden sechs Skalen zugeordnet:
- Soziale Resonanz
- Dominanz
- Kontrolle
- Grundstimmung
- Durchlässigkeit
- Soziale Potenz

In der Kontrollskala M werden weiterhin die Fragen erfasst, die mit Null beantwortet wurden. Die Skala E erfasst die Ankreuzungen der Extremwerte (Zahl Drei). Alle Fragen des Verfahrens sind als bipolare Aussagen formuliert, zu denen auf einer siebenstufigen Skala die Zustimmung zur links- bzw. rechtsstehenden Formulierung zu treffen ist:
| 1  | Ich habe den Eindruck, ich bin eher ungeduldig                 | 3 2 1 0 1 2 3 | eher geduldig.             |
| 10 | Ich glaube, ich habe zu anderen Menschen eher besonders viel   | 3 2 1 0 1 2 3 | besonders wenig Vertrauen. |
| 40 | Ich fühle mich im Umgang mit dem anderen Geschlecht unbefangen | 3 2 1 0 1 2 3 | sehr befangen.             |

## Gütekriterien

### Objektivität
Die Objektivität des Verfahrens ist durch die Standardisierung der Durchführung (z. B. festgelegtes Frageschema und Antwortformat) und der Auswertung (Festlegung der Skalenzuordnung) gegeben.

### Reliabilität
Die Reliabilität des Verfahrens wurde in vielen Studien gezeigt. Die mittlere Stabilität (Interne Konsistenz) der Skalen beträgt .86. Die Retest-Reliabilität lag bei N = 204 Versuchspersonen nach sechs Wochen zwischen r = .65 und r = .76.

### Validität
Zahlreiche Untersuchungen belegen die Validität des Verfahrens. Die Items des Gießen-Tests sind inhaltsvalide. Faktorenanalysen zeigten die weitgehende Unabhängigkeit der sechs Skalen (Ausnahme: Skala Soziale Potenz). Vergleiche mit anderen Verfahren der Persönlichkeitsdiagnostik wurden in verschiedenen Studien vorgenommen, etwa in Bezug zum Fragebogen zum erinnerten elterlichen Erziehungsverhalten (FEE) oder dem Inventar zur Erfassung interpersoneller Probleme (IIP-D). Neuere, deutschlandrepräsentative Daten belegen die Gültigkeit des Verfahrens im Vergleich zum Neo-Fünf-Faktoren-Inventar (NEO-FFI).

## Normen
Im Handbuch sind Werte einer Normierungsstudie aus dem Jahr 1989 dokumentiert (nur alte Bundesländer). Für den Gießen-Test liegen neuere, deutschlandrepräsentative Normwerte vor, die 1994 und 2006 erhoben wurden. Die Ausprägung der Skalenwerte ist abhängig von Geschlecht, Alter und Wohnsitz (Ost-/Westdeutschland). Für ältere Personen über 60 Jahre sind separate Normwerte verfügbar.